# Tornadijo
Tornadijo, es un antiguo municipio, INE-095156, hoy Entidad Local Menor perteneciente al municipio de Madrigal del Monte, en Burgos, en España. Está situada en la comarca de Arlanza. Este pequeño pueblo, además cuenta con un antiguo polvorín, que fue también utilizado como cantera anteriormente.
Su alcalde pedáneo (2015-2019) es Félix Moral Santidrián, del Partido Socialista Obrero Español.

## Población
En 1842 contaba con 14 hogares y 49 vecinos
Entre el censo de 1857 y el anterior, este municipio desaparece porque se integra en el municipio 09196 Madrigal del Monte.
En 2008, contaba con 51 habitantes.

## Situación
En el valle del río Carabias, al Nordeste de municipio, a 2,5 km de Madrigal. Atravesando la sierra de las Mamblas se llega a Cubillo del Campo por donde pasa el Camino del Destierro del Cid Campeador.